# Hams Fork
Der Hams Fork ist ein etwa 239 km langer, linker Nebenfluss des Blacks Fork im Südwesten des US-Bundesstaates Wyoming.

## Verlauf
Der Hams Fork entsteht durch den Zusammenfluss von Devils Hole Creek und Hams Fork Creek östlich der Green Knoll innerhalb der Tunb Range im nördlichen Lincoln County auf einer Höhe von 2481 m, etwa 30 km nordöstlich von Cokeville und 35 km südöstlich von Smoot. Der Fluss fließt westlich der Comissary Ridge und östlich der Tunb Range durch ein Hochgebirgstal nach Süden und erhält einige kleinere Zuflüsse aus beiden Gebirgsketten. Im weiteren Verlauf wendet sich der Hams Fork leicht nach Südosten und wird in einem breiten Hochtal zum Lake Viva Naughton sowie unmittelbar flussabwärts zum kleineren Kemmerer Reservoir aufgestaut. Ab hier folgt der Wyoming Highway 233 dem Fluss in Richtung Kemmerer. Der Hams Fork fließt nun in stark mäandrierendem Verlauf flussabwärts, erhält von links den Willow Creek und verläuft parallel zum U.S. Highway 189 über Frontier bis Kemmerer, dem County Seat des Lincoln County. Der Fluss fließt durch die Stadt sowie durch das südlich angrenzende Diamondville und wendet sich bei Oakley in östliche Richtung. Im weiteren Verlauf mäandriert der Hams Fork durch die aride Steppenlandschaft des Wyomingbeckens, wendet sich östlich von Opal wieder nach Südosten, erreicht kurz vor seiner Mündung das Sweetwater County und mündet bei Granger auf einer Höhe von 1908 m in den hier nach Osten fließenden Blacks Fork. Auf den weit über 100 km von Kemmerer bis zur Mündung in Granger folgen zudem der U.S. Highway 30 sowie die 1881 erbaute Bahnstrecke der Oregon Short Line Railroad, einer Tochtergesellschaft der Union Pacific Railroad, dem Flussverlauf. Der Hams Fork ist der mit Abstand längste Nebenfluss des Blacks Fork.

## Hydrologie
Der Hams Fork ist als Nebenfluss des Blacks Fork Teil des Einzugsgebietes des Green River, der über den Colorado River in den Golf von Kalifornien entwässert. Das Einzugsgebiet des Hams Fork umfasst ein Areal von etwa 1600 km² und grenzt an die Einzugsgebiete von Dry Muddy Creek, Little Muddy Creek, Twin Creek und Smiths Fork im Westen sowie Fontenelle Creek, Slate Creek und Green River im Osten. Der mittlere Abfluss am Pegel in Diamondville beträgt 4,58 m³/s, die größten Abflüsse finden sich in den Monaten April, Mai und Juni.

## Belege
1. 1 2 3 4 5  Hams Fork. In: Geographic Names Information System. United States Geological Survey, United States Department of the Interior (englisch).
2. ↑  USGS 09224000 HAMS FORK AT DIAMONDVILLE, WY. Abgerufen am 22. November 2024.